# Boloria ericiti
Boloria ericiti är en fjärilsart som beskrevs av Crosson du Cormier och Félix Édouard Guérin-Méneville 1959. Boloria ericiti ingår i släktet Boloria och familjen praktfjärilar. Inga underarter finns listade i Catalogue of Life.